# Agathia albicurvatura
Agathia albicurvatura är en fjärilsart som beskrevs av Louis Beethoven Prout 1916. Agathia albicurvatura ingår i släktet Agathia och familjen mätare. Inga underarter finns listade i Catalogue of Life.